# HandbalNL League 2021
De HandbalNL League is een kleine competitie voor de strijd om de landstitel bij de heren. De HandbalNL League is de Nederlandse nacompetitie voor de Nederlandse teams in de BENE-League. Vijf ploegen gaan uitmaken wie zich aan het eind van het seizoen landskampioen mag noemen.
Door de uitstel van de startdatum van de BENE-League 2020/21 door de Coronapandemie werd de HandbalNL League al op 5 december 2020 gespeeld.
In februari 2021 werd Quintus als zesde ploeg toegelaten tot de HandbalNL League en speelt mee buiten mededinging mee.

## Opzet
De opzet voor de competitie is aangepast. Er wordt in totaal anderhalve competitie gespeeld. Alle teams spelen drie keer tegen elkaar, wat inhoudt dat er nu nog tien speelrondes op het programma staan. De twee beste ploegen gaan in de ‘Best of Three’ uitmaken wie de kampioensschaal omhoog mag houden. De vijf Nederlandse verenigingen die deelnemen aan de HandbalNL League zijn: JD Techniek/Hurry Up, KEMBIT-LIONS, KRAS/Volendam, Green Park Handbal Aalsmeer, Herpertz Bevo HC. Doordat Quintus uitkomt in de eredivisie spelen ze niet mee voor de landstitel.

## Teams
| Ploeg                       | Plaats         | Provincie     | Trainer(s)                                           | Hal                       |
| --------------------------- | -------------- | ------------- | ---------------------------------------------------- | ------------------------- |
| Green Park Handbal Aalsmeer | Aalsmeer       | Noord-Holland | Bert Bouwer                                          | De Bloemhof               |
| Herpertz Bevo HC            | Panningen      | Limburg       | Jo Smeets                                            | De Heuf                   |
| JD Techniek/Hurry-Up        | Zwartemeer     | Drenthe       | Joop Fiege                                           | Succes Holidayparcs Arena |
| KEMBIT-LIONS                | Sittard-Geleen | Limburg       | Christoph Jauernik                                   | Stadssporthal             |
| KRAS/Volendam               | Volendam       | Noord-Holland | Mark Ortega Hans van Dijk ontslagen op februari 2021 | Opperdam                  |
| Extra team                  |                |               |                                                      |                           |
| Quintus                     | Kwintsheul     | Zuid-Holland  | Jack van Lier Geert Hinskens                         | Eekhout Hal               |

1.  Gaby Birjovanu ·
3. Nils Dekker ·
4. Jimmy Castien ·
5. Tom de Bruin ·
7. Don Hartog ·
8. Donny Vink ·
10. Niels de Jong ·
12. Marco Verbeij ·
13. Samir Benghanem ·
14. Rob Jansen ·
17.  Vaidas Trainavicius ·
19. Marwin van Offeren ·
20. Max de Maat ·
21. René de Knegt ·
22. Tim Bottinga ·
23.  Tobias Marx ·
24. Pepijn Michielsen ·
32. Jeromy van der Ban ·
55. Thomas Houtepen ·
Coach: Bert Bouwer
· Assistent-coach: Wai Wong
1. Bram van Grunsven ·
2. Sybren Stijweg ·
8. Guus van den Heuvel ·
9. Nick de Kuyper ·
10. Jordin van Berlo ·
11. Niels Poot ·
12. Mika Schoolmeesters ·
14. Max de Lange ·
15.  Kobe Serras ·
18. Jeroen van den Beucken ·
19. Nick van den Beucken ·
21. Joris Gille ·
23. Niek Jordens ·
69. Ivo Verberne ·
79. Dario Polman ·
Coach:  Jo Smeets
· Assistent-coach: Lambert van Berlo
2. Sven Hemmes ·
4. Harm Meijer ·
5. Ronald Suelmann ·
6. Noah van Wieringen ·
7.  Ulissen Ribeiro ·
10. Sjoerd Boonstra ·
11. Sander Bos ·
13.  Tiago Azenha Filipe ·
23. Bernie Vermeer ·
28. Sverre Jansen ·
32.  Boris Tot ·
34. Ruben Fiege ·
55.  Petar Puljic ·
79.  Dragan Vrgoc ·
92. Kevin Bos ·
96. René Jaspers ·
Coach: Joop Fiege
· Assistent-coach: Manuel Kremer
1. Mike Kusters ·
4. Koen van Dijk ·
5. Tim Roefs ·
6. Rob Schmeits ·
8. Luca van Straaten ·
14. Serge Heijnen ·
15. Lino Janssen ·
16. Bram Kleijkers ·
18. Ivo Steins ·
19. Joris Baart ·
22.  Pieter Strauven ·
23. Luuk Hoiting ·
25. Jasper Adams ·
27.  Bjorn Marquardt ·
28. Robin Leunissen ·
32.  João Jacob Ramos ·
37. Ids Eussen ·
39. Martijn Kleijkers ·
44.  Jeroen de Beule ·
Coach:  Christoph Jauernik
· Assistent-coach: Lambert Schuurs
1. Lars Hemmes ·
2. Hidde van Oirschot ·
3. Troy Oranje ·
4. Ard Vollebregt ·
5. Dean van Haeren ·
6. Collin de Vette ·
7. Marc de Vreede ·
8. Nick Schot ·
9. Mitchell Timmermans ·
10. Martijn Poot ·
11. Yannick Boers ·
12. Paul Vis ·
13. Alex Koop ·
14. Timo Blom ·
15. Rick van Ravesreijn ·
16. Cas van der Harst ·
17. Jari Boer ·
18. René de Bakker ·
19. Kevin Landweerd ·
21. Jaap Mol ·
23. Sven Stok ·
24. Antoni Reniers ·
25. Pieter van der Velden ·
26. Ques Canninga ·
28. Max van Zijderveld ·
32. Kai Overkleeft ·
33. Xander Naaktgeboren ·
35. Patrick Broch ·
Coach: Geert Hinskens & Jack van Lier
1. Michiel van Gils ·
2. Robin Nagtegaal ·
4. Rik Zwarthoed ·
5. Stefan Schilder ·
6. Jeroen Roefs ·
9. Jordy Baijens ·
12. Rob Goudriaan ·
13. Stefan van Gils ·
14. Jordan Beukman ·
16. Dennis Schellekens ·
17. Florent Bourget ·
18. Diego Jacobs ·
19. Collin de Vette ·
20. Jort Neuteboom ·
21. Jorn Smits ·
22. Erik Blaauw ·
Coach:  Mark Ortega Hans van Dijk
· Assistent-coach:  Bozidar Zorko Mark Neeft

## Stand
| Pos | Club                        | Wed                                                                             | W                                                                               | G                                                                               | V                                                                               | Ptn                                                                             | DV                                                                              | DT                                                                              | +/−                                                                             | Opmerking                                                                       |
| --- | --------------------------- | ------------------------------------------------------------------------------- | ------------------------------------------------------------------------------- | ------------------------------------------------------------------------------- | ------------------------------------------------------------------------------- | ------------------------------------------------------------------------------- | ------------------------------------------------------------------------------- | ------------------------------------------------------------------------------- | ------------------------------------------------------------------------------- | ------------------------------------------------------------------------------- |
| 1   | KEMBIT-LIONS                | 12                                                                              | 9                                                                               | 1                                                                               | 2                                                                               | 19                                                                              | 366                                                                             | 316                                                                             | +50                                                                             | Geplaatst voor de Best of Three                                                 |
| 2   | Green Park Handbal Aalsmeer | 12                                                                              | 8                                                                               | 1                                                                               | 3                                                                               | 17                                                                              | 341                                                                             | 305                                                                             | +36                                                                             | Geplaatst voor de Best of Three                                                 |
| 3   | Herpertz Bevo HC            | 12                                                                              | 5                                                                               | 1                                                                               | 6                                                                               | 11                                                                              | 349                                                                             | 346                                                                             | +3                                                                              |                                                                                 |
| 4   | JD Techniek/Hurry-Up        | 12                                                                              | 2                                                                               | 1                                                                               | 8                                                                               | 7                                                                               | 316                                                                             | 368                                                                             | −52                                                                             |                                                                                 |
| 5   | KRAS/Volendam               | 12                                                                              | 2                                                                               | 2                                                                               | 7                                                                               | 6                                                                               | 304                                                                             | 341                                                                             | -37                                                                             |                                                                                 |
| --  | Quintus                     | Alle wedstrijden die tegen Quintus worden niet meegenomen in de algemene stand. | Alle wedstrijden die tegen Quintus worden niet meegenomen in de algemene stand. | Alle wedstrijden die tegen Quintus worden niet meegenomen in de algemene stand. | Alle wedstrijden die tegen Quintus worden niet meegenomen in de algemene stand. | Alle wedstrijden die tegen Quintus worden niet meegenomen in de algemene stand. | Alle wedstrijden die tegen Quintus worden niet meegenomen in de algemene stand. | Alle wedstrijden die tegen Quintus worden niet meegenomen in de algemene stand. | Alle wedstrijden die tegen Quintus worden niet meegenomen in de algemene stand. | Alle wedstrijden die tegen Quintus worden niet meegenomen in de algemene stand. |

Bron: NHV

## Uitslagen
| Team                        | AAL     | BEV     | HUR     | LIO     | QUI     | VOL     |         | AAL     | BEV     | HUR     | LIO     | QUI     | VOL |
| --------------------------- | ------- | ------- | ------- | ------- | ------- | ------- | ------- | ------- | ------- | ------- | ------- | ------- | --- |
| Green Park Handbal Aalsmeer | 00 – 00 | 23 – 22 | 28 – 23 | 24 – 24 | 39 – 21 | 38 – 20 | 00 – 00 | 35 – 33 | 00 – 00 | 27 – 28 | 00 – 00 | 00 – 00 |     |
| Herpertz Bevo HC            | 24 – 28 | 00 – 00 | 41 – 29 | 28 – 27 | 29 – 22 | 34 – 26 | 00 – 00 | 00 – 00 | 24 – 28 | 26 – 30 | 00 – 00 | 00 – 00 |     |
| JD Techniek/Hurry-Up        | 29 – 28 | 27 – 30 | 00 – 00 | 29 – 34 | 26 – 20 | 27 – 26 | 23 – 33 | 00 – 00 | 00 – 00 | 00 – 00 | 00 – 00 | 24 – 24 |     |
| KEMBIT-LIONS                | 32 – 26 | 35 – 28 | 33 – 27 | 00 – 00 | 30 – 16 | 24 – 30 |         | 00 – 00 | 39 – 26 | 00 – 00 | 00 – 00 | 29 – 23 |     |
| Quintus                     | 28 – 31 | 26 – 35 |         | 19 – 35 | 00 – 00 | 23 – 21 | 00 – 00 | 00 – 00 |         | 00 – 00 | 00 – 00 |         |     |
| KRAS/Volendam               | 27 – 28 | 26 – 26 | 28 – 24 | 22 – 31 | 31 – 22 | 00 – 00 | 00 – 00 | 20 – 23 | 32 – 33 | 00 – 00 | 00 – 00 |         |     |

Bron: NHV

## Best of Three
| 5 juni 2021 16:30 | KEMBIT-LIONS | 23–27 | Green Park Handbal Aalsmeer | Stadssporthal, Sittard |
| 5 juni 2021 16:30 |              |       |                             | Stadssporthal, Sittard |
| 5 juni 2021 16:30 |              |       |                             | Stadssporthal, Sittard |

| 12 juni 2021 19:00 | Green Park Handbal Aalsmeer | 22–25 | KEMBIT-LIONS | De Bloemhof, Aalsmeer |
| 12 juni 2021 19:00 |                             |       |              | De Bloemhof, Aalsmeer |
| 12 juni 2021 19:00 |                             |       |              | De Bloemhof, Aalsmeer |

| 19 juni 2021 16:30 | KEMBIT-LIONS | 24–28 | Green Park Handbal Aalsmeer | Stadssporthal, Sittard |
| 19 juni 2021 16:30 |              |       |                             | Stadssporthal, Sittard |
| 19 juni 2021 16:30 |              |       |                             | Stadssporthal, Sittard |